# 比治山下停留場
比治山下停留場（ひじやましたていりゅうじょう、比治山下電停）は、広島県広島市南区比治山本町にある広島電鉄皆実線の停留場である。駅番号はH02。

## 歴史
比治山下停留場は皆実線が開通した1944年（昭和19年）12月に開設された。名前は東にある比治山の麓に停留場が置かれていることに由来する。皆実線は開業の翌年、1945年（昭和20年）8月6日に原爆投下を受けて全線が不通となった。運転を再開したのは1948年（昭和23年）のことである。

### 年表
- 1944年（昭和19年）12月27日：開業[1]。
- 1996年（平成8年）10月：駅番号「H5」を付与[3]。
- 2025年（令和7年）8月3日：駅番号を「H02」へ変更[4]。

## 停留場構造
皆実線の軌道は道路上に敷かれた併用軌道であり、当停留場も道路上にホームが置かれている。ホームは低床式で2面あり、2本の線路を挟み込むように向かい合って置かれている（相対式ホーム）。起点から見て線路の左にあるのが皆実町六丁目方面へ向かう下りホーム、右にあるのが的場町方面へ向かう上りホームである。
ホームの長さは3両、5両連接車に対応している。かつては道路と同一平面に乗り場が設けられている平面停留場であったが、1974年（昭和49年）9月末にホームが備え付けられ島状となった。

### 運行系統
当停留場には広島電鉄で運行されている系統のうち、5号線のみが乗り入れている。
| 下りホーム | 5号線 | 広島港ゆき・宇品二丁目ゆき・皆実町六丁目ゆき |
| 上りホーム | 5号線 | 広島駅ゆき                                   |

## 利用状況
各年度の「移動等円滑化取組報告書（軌道停留場）」によると、近年の1日平均乗降人員は以下の通りである。
| 年度                | 1日平均 乗降人員 |
| ------------------- | ---------------- |
| 2019年（令和 元年） | 646              |
| 2020年（令和02年）  | 425              |
| 2021年（令和03年）  | 428              |
| 2022年（令和04年）  | 487              |
| 2023年（令和05年）  | 560              |
| 2024年（令和06年）  | 549              |

## 停留場周辺
付近はおおむね住宅街である。西には京橋川が流れ、東には比治山がそびえる。停留場は比治山への登り口に置かれ、比治山には広島市現代美術館、広島市まんが図書館、多聞院などがある。停留場の北側を平和大通りが貫き、西側は鶴見橋、東側は比治山トンネルがあり、トンネルを抜けた所に広島イースト（旧・広島サティ）がある。
停留場周辺には「比治山下」バス停があり、広島バス23-1号 横県線（段原経由）が大学病院方向のみ停車する。

## 隣の停留場
広島電鉄
皆実線
松川町停留場 (H01) - 比治山下停留場 (H02) - 比治山橋停留場 (H03)
皆実線（旧線）
段原一丁目停留場 - 比治山下停留場